# Isabel II (1889)
El Isabel II fue un crucero desprotegido de la Armada Española de la clase Velasco, que recibió su nombre en honor a la reina Isabel II de España.

## Historial
El 12 de junio de 1898, ante la presencia del crucero auxiliar estadounidense USS Saint Paul bloqueando el puerto de San Juan de Puerto Rico, efectuó una salida junto con el destructor Terror con intención de dar cuenta de él, cuando este último se encontraba a una distancia óptima para el ataque con torpedos. El Terror sufríó un impacto directo de un proyectil de artillería que, aunque no explotó, le provocó una vía de agua obligándole a retirarse protegido por el fuego de artillería del Isabel II.
El 28 de junio, el Isabel II evitó la total destrucción del vapor Antonio López, procedente de Cádiz y embarrancado en Playa Socorro por parte del crucero auxiliar USS Yosemite. Aunque no pudo evitar que se perdiera mientras intentaban reflotar el vapor, ya que apareció el crucero protegido USS New Orleans. 
Tras la guerra se firmó el Tratado de París, que en su artículo V señalaba: "[...] Serán propiedad de España banderas y estandartes, buques de guerra no apresados, armas portátiles, cañones de todos calibres...", por lo que por este artículo regresó a España. Tras la guerra, tenía sus máquinas en tan mal estado, que apenas desarrollaba la mitad de su velocidad.
En 1900, por Decreto del 18 de mayo del Ministerio de Marina, se describió técnicamente la situación de los buques de la Armada en ese momento y se dieron de baja 25 unidades por considerarse ineficaces, entre ellos el Isabel II. Respecto al Isabel II señala:

El Conde de Venadito y el Isabel II, buques pequeños, no pueden hoy navegar, y se ha indicado por el Centro Consultivo, la posibilidad de conservarlos, porque hay planteado un proyecto de reemplazo de sus calderas; pero examinando el contrato que se pensaba llevar a cabo, resulta que las calderas que sería necesario colocar en ellos ascenderían a un valor de 500.000 pesetas, a lo que habría que añadir el coste de la destrucción de parte de las cubiertas, y su reconstrucción, una vez instaladas las calderas nuevas, obras que se evalúan próximamente en unas 60.000 pesetas para cada buque, con más su conservación, sin poder navegar por más de un año, que tardarían en quedar listos; en cuanto a su aplicación a combatir en disturbios civiles, la experiencia ha demostrado fueran más útiles para esta eventualidad buques de más pequeño tonelaje.

Aunque había quedado dispuesta su baja desde mayo de 1900, pero fue dejada sin efecto el 3 de enero de 1901.
En torno a desde 1902 quedó permanentemente como pontón en Cartagena, como parte de las defensas antisubmarinos de la base. Figuró su nombre en las listas de buques de la Armada hasta el año 1935.